# 蘇克孫區

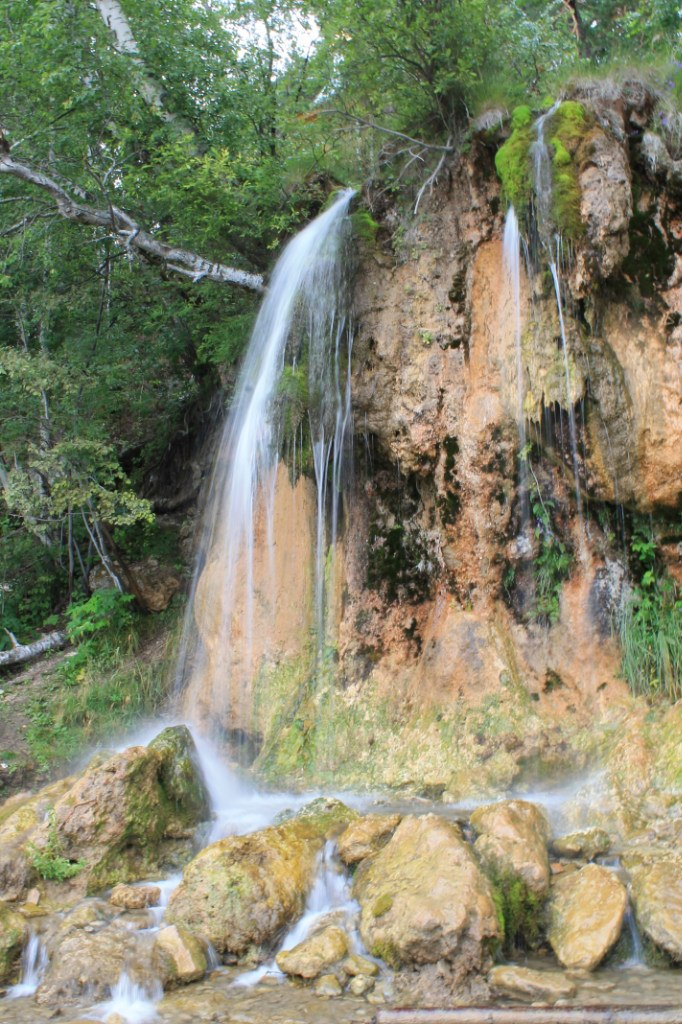

57°04′05″N 57°32′46″E / 57.068°N 57.546°E
蘇克孫區（俄语：Суксунский район），是俄羅斯的一個區，位於該國中西部，由彼爾姆邊疆區負責管轄，始建於1924年2月27日，面積1,977平方公里，2010年人口20,099，人口密度每平方公里10.17人。